# Ахметова, Галия Дуфаровна
Галия Дуфаровна Ахметова (25 января 1954, Чита — 21 сентября 2015, Москва) — советский и российский филолог, профессор, член Союза писателей России, главный редактор научного журнала «Молодой учёный», редактор филологической серии ваковских журналов «Гуманитарный вектор» (серия «Филология, история, востоковедение») и «Учёные записки» (серия «Филология, востоковедение»). Почётный работник высшего профессионального образования РФ.

## Биография
После окончания Читинского педагогического института училась в аспирантуре Института русского языка АН СССР у профессора А. И. Горшкова, где защитила кандидатскую диссертацию.
В 1994—1995 преподавала русский язык в Северо-Восточном педагогическом университете г. Чанчуня (КНР).
В 2003 защитила докторскую диссертацию в Литературном институте им. А. М. Горького по проблемам языка русской прозы 80-90-х годов XX в. (науч. консультант проф. А. И. Горшков).
Руководила научно-исследовательской лабораторией «Интерпретация текста», аспирантурой по специальности 10.02.01 «Русский язык» и магистратурой по направлению «Филология» («Русский язык»). Под руководством Г. Д. Ахметовой защищены одиннадцать кандидатских диссертаций, в том числе диссертации двух аспирантов из КНР: Москва (1), Архангельск (4), Красноярск (1), Улан-Удэ (5). Состоялось четыре выпуска магистров филологии:
- 2011 — семь человек из КНР;
- 2012 — семь человек из КНР, один человек из России;
- 2013 — одиннадцать человек из КНР.
- 2014 — один человек из России, один человек из США, шестнадцать человек из КНР.

С 2007 проводится ежегодная Международная конференция «Интерпретация текста: лингвистический, литературоведческий и методический аспекты». По материалам конференции изданы сборники статей и тезисов.
В 2006 стала лауреатом Всероссийского конкурса короткого рассказа имени В. М. Шукшина.
В 2010 — Лауреат литературного конкурса «Долгие версты войны, светлые строки Победы» (номинация «Малая проза»).
Произведения Г. Д. Ахметовой (псевдоним — Нина Ганьшина) включались в «длинный список» Бунинской и Казаковской премий.
Пьеса «Я из провинции» вошла в «длинный список» в Конкурсе современной драматургии им. В. Розова «В поисках нового героя» (2013 г.).

## Публикации

### Научные труды
Опубликовала более 200 научных и учебно-методических работ, в том числе монографии, учебные пособия, научно-популярные книги:
- Ахметова Г. Д. «Тайны художественного текста: каким может быть лингвистический анализ»[1].. М.: «Магистр», 1997. 216 с. — ISBN 5-89317-070-9
- Ахметова Г. Д. «Языковая композиция художественного текста (на материале русской прозы 80-90-х годов XX в.)». М., 2002. 264 с.
- Ахметова Г. Д. «Языковые процессы в современной русской прозе (на рубеже XX—XXI вв.)». Новосибирск: «Наука», 2008. 168 с.
- Ахметова Г. Д. «А у нас в Забайкалье…»: заметки о современной литературе Забайкальского края[2]. Чита: ОАО «Читинская типография». 2008. 128 с. — ISBN 978-5-902371-18-2
- Ахметова Г. Д. «Языковое пространство художественного текста». СПб.: «Реноме», 2010. 244 с.
- Ахметова Г. Д. «Живой литературный текст»[3]. М.: «Ваш полиграфический партнёр». 2012. 232 с. — ISBN 978-5-4253-0393-6
- Ахметова Г. Д. «История языка — история текста». М.: «Ваш полиграфический партнёр». 2012. 256 с.
- Ахметова Г. Д. «Николай Савостин: жизнь и поэзия. Поэзия и жизнь». М.: «Ваш полиграфический партнёр», 2012. 189 с.
- Ахметова Г. Д. «Александр Рекемчук: живая проза». М.: Буки Веди, 2013. 164 с.
- Ахметова Г. Д. «Актуальные проблемы стилистики и анализа текста». М.: Буки Веди, 2013. 218 с.
- Ахметова Г. Д., Лю Гопин, Чжоу Чжунчэн. «Языковые традиции и языковые процессы в духовном пространстве русской прозы». Казань: Бук, 2015. 192 с.

Опубликованы научные статьи в международных изданиях США, Японии, Испании, Венгрии, Польши, Болгарии, Словакии, Чехии, Тайваня, Китая, Монголии, Турции, Украины. Публиковалась в журналах:
- «Филологические науки. Вопросы теории и практики»
- «Русский язык в школе»
- «Русская речь»
- «Народное образование»
- «Учительская газета»
- «Литературная Россия»
- «Литературная газета»
- «Вестник Литературного института»

### Сборники рассказов и стихов
- Нина Ганьшина. «Продавец роз». М.: Компания Спутник +, 2006. 78 с.
- Нина Ганьшина. «У всех стрекоз компьютерные животики». Чита: Читинская областная типография, 2007. 88 с.
- Нина Ганьшина. «А Вы тоже пишете прозу?». М.: Издательство «Спутник +», 2009. 86 с.
- Нина Ганьшина. «Где-то падают листья рябины…»: Стихи. Новокузнецк, 2009. 48 с.
- Нина Ганьшина. «В стране улыбок исполняются желания». М.: Ваш полиграфический партнер, 2013. 96 с.
- Нина Ганьшина. «Калифорния on-line»: Роман-дневник. 2014. Т. I. 503 с. (Printed ln the United State of America). ISBN 978-1-304-88012-3.
- Нина Ганьшина. «Чудесное. Ангел мой. Я из провинции»: две повести и пьеса Казань: Бук, 2015. 314 с.